# Rechtbank Appingedam

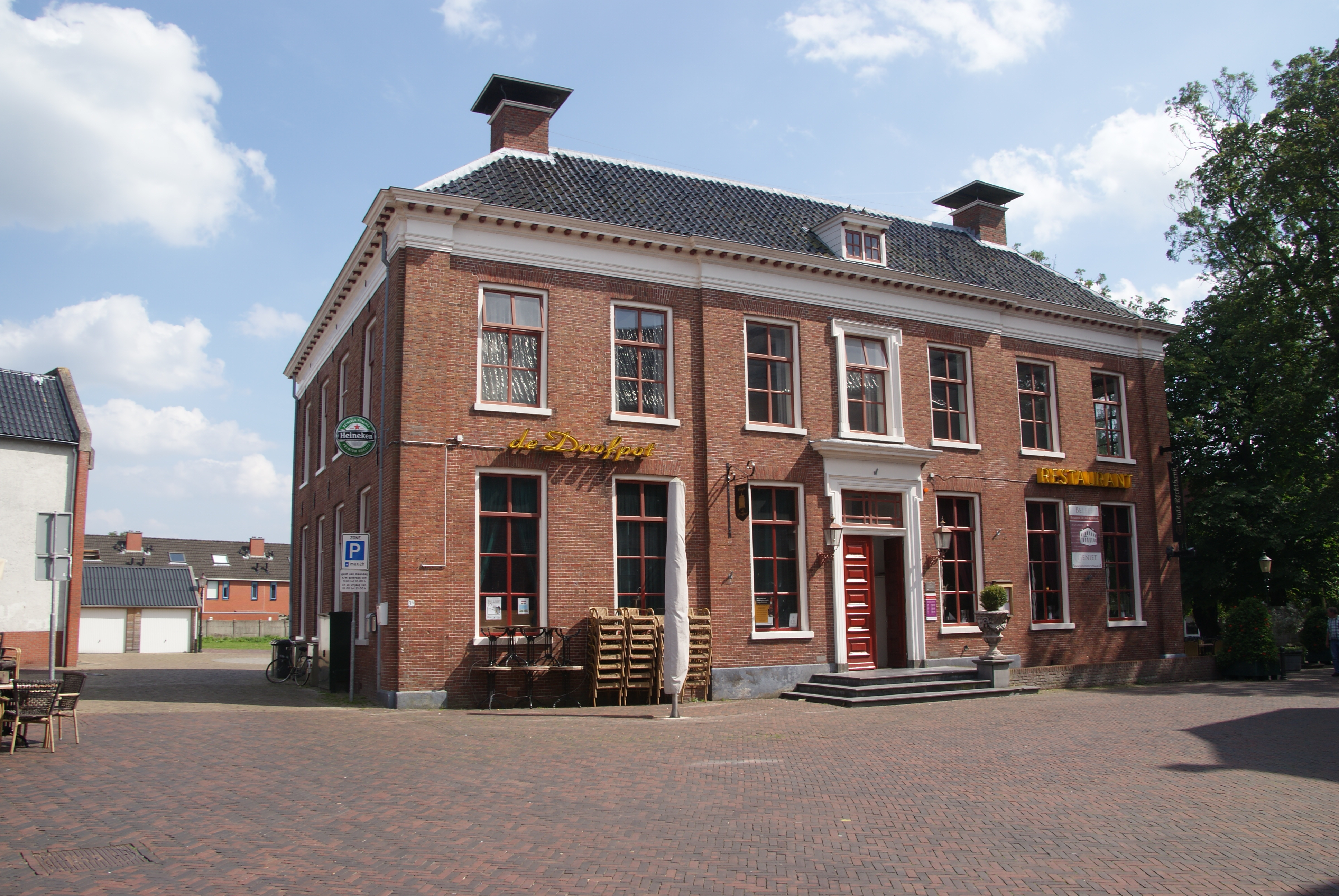
De voormalige rechtbank in de Wijkstraat

De Rechtbank Appingedam was tot 1877 een rechtbank in de Nederlandse stad Appingedam.  De rechtbank werd gesticht in 1811 in de Franse tijd als rechtbank van eerste aanleg. Bij de hervorming van 1838 werd Appingedam een arrondissementsrechtbank. In 1877 was Appingedam een van de elf rechtbanken die werden opgeheven, het arrondissement werd toegevoegd aan het arrondissement Groningen. Er bleef nog wel een kantongerecht dat echter uiteindelijk in 1933 ook gesloten werd.

## Het arrondissement
Appingedam was het derde arrondissement van Groningen. Het was verdeeld in twee kantons. 
- Het kanton Appingedam dat de gemeenten Appingedam, Bierum, Delfzijl, Loppersum, Stedum, Ten Boer en 't Zandt omvatte, en
- Het kanton Onderdendam dat de gemeenten Adorp, Baflo, Eenrum, Kloosterburen, Leens, Ulrum, Winsum, Bedum, Kantens, Middelstum, Uithuizen, Uithuizermeeden, Usquert en Warffum omvatte.

## Het gebouw
Voor de rechtbank werd in 1844 een nieuw gerechtsgebouw gebouwd aan de Wijkstraat. Na sluiting van de rechtbank bleef het tot 1933 in gebruik bij het kantongerecht. Tegenwoordig zit in de oude rechtbank een café-restaurant. Het gebouw is een rijksmonument.